# Mauricio Pozo Crespo
Mauricio Gonzalo Antonio Pozo Crespo (Quito, 18 de enero de 1959) es un economista y político ecuatoriano. Ejerció el cargo de Ministro de Economía y Finanzas de Ecuador, bajo el gobierno de Lenín Moreno. Anteriormente había ostentado el cargo  durante el gobierno de Lucio Gutiérrez, y posterior al cual se desempeñó como embajador de Ecuador en los Estados Unidos.

## Biografía
Se graduó del colegio Alemán Humboldt en Caracas en el año 1976. Posee el título de economista por la Pontificia Universidad Católica del Ecuador, y un masterado en Economía por la Universidad de Notre Dame.
Fue director de la Bolsa de Valores de Quito, de la Cámara de Comercio de Quito; asesor económico de la Junta Monetaria entre 1988 y 1991. También fue vicepresidente de Produbanco.
Para las elecciones presidenciales de 2017 fue candidato a la vicepresidencia del Ecuador junto a Cynthia Viteri por el Partido Social Cristiano. Luego, en 2019, la misma tienda política lo menciona como posible candidato a la Alcaldía de Quito para las elecciones seccionales de 2019, y aunque accedió a postularse, terminó declinando la candidatura al no hallar consenso con otros precandidatos de otros partidos políticos para posibles alianzas.
En 2020, durante el gobierno de Lenín Moreno, fue designado como ministro de Economía tras la renuncia del anterior titular, Richard Martínez Alvarado.